# Parakletos
Parakletos – album polskiej grupy RSC, wydany w roku 1997 nakładem wydawnictwa Ars Mundi.
Nagrań dokonano w Studio SPAART w Boguchwale pod Rzeszowem w okresie czerwiec – lipiec 1997. Realizacja Piotr Sitek, mix Andrzej Karp „Izabelin Studio”. Autorem muzyki oraz aranżacji jest Wiktor Kucaj, natomiast teksty napisał Zbigniew Działa. Projekt okładki jest autorstwa Jana Ferenca.

## Lista utworów
źródło:.
1. „Polskie dzieci Izraela” – 18:54
2. „Polski łącznik” – 4:19
3. „Paryż” – 8:33
4. „Madryt” – 7:20
5. „Parakletos” – 7:56
6. „Nawigator - Inwigilacje” – 6:43
7. „Piekło” – 9:43
8. „Coda” – 4:25

## Autorzy
źródło:.
- Wiktor Kucaj – organy Hammonda, syntezatory
- Zbigniew Działa – śpiew
- Michał Kochmański – bębny
- Krzysztof Dziuba – gitara basowa
- Tom Kiersnowski – harmonijki
- Waldemar Rzeszut – gitary
- Andrzej Balawender – skrzypce, piano, Fender piano

oraz gościnnie
- Ewa Barycka – śpiew, chóry
- Anna Motyka – śpiew (Paryż)
- Sławomir Mścisz – marimba, instr. perkusyjne
- Dominik Muszyński – instr. perkusyjne
- Bogusław Kołcz – trąbka
- Jacek Laska – trąbka

## Wydania
- Ars Mundi CD; AMS014R 1997
- Ars Mundi MC; AMS014RMC 1997
- Polskie Radio S.A. DG CD; PRCD837 23 lipca 2007[5]